# Zoey Deutch

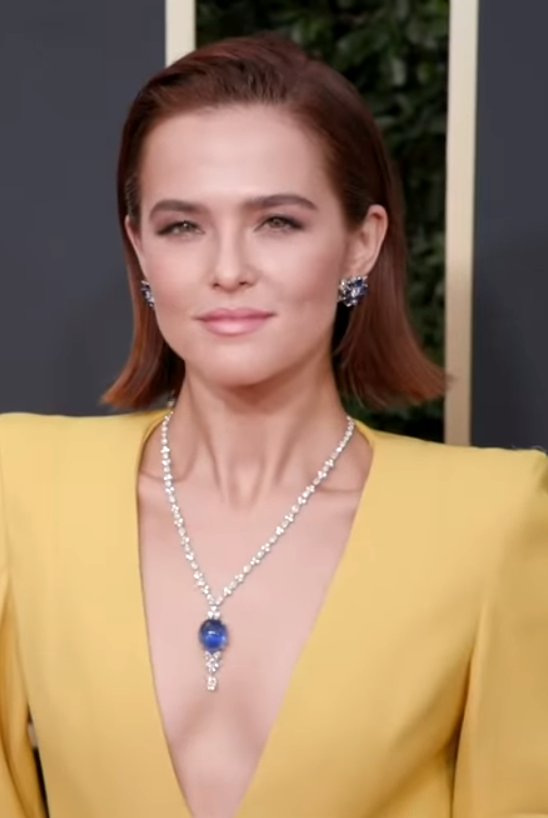
Zoey Deutch (2020)

Zoey Francis Thompson Deutch (ur. 10 listopada 1994 w Los Angeles) – amerykańska aktorka i modelka.

## Kariera
Deutch rozpoczęła karierę w 2010 roku na kanale Disney Channel w serialu Suite Life: Nie ma to jak statek jako Maya. W 2011 roku pojawiła się w jednym z odcinków serialu telewizyjnego Agenci NCIS, zatytułowanym „One Last Score”. Wystąpiła również w odcinku serialu Zabójcze umysły: Okiem sprawcy zatytułowanym The Girl in the Blue Mask i dostała rolę w filmie telewizyjnym Hallelujah. W 2013 otrzymała rolę Emily Asher w filmie Piękne istoty.
Zagrała Rose Hathaway w Akademii wampirów (2014) – film powstał na podstawie serii książek napisanych przez Richelle Mead. W 2016 roku zagrała w filmach Co ty wiesz o swoim dziadku, Każdy by chciał!! oraz Dlaczego on?. W 2017 roku wystąpiła w roli Samanthy Kingston w filmie Zanim odejdę.
Zagrała w teledysku do piosenki Eda Sheerana Perfect.

## Filmografia

### Filmy
| Rok  | Tytuł                        | Rola                      | Uwagi             |
| ---- | ---------------------------- | ------------------------- | ----------------- |
| 2011 | Mayor Cupcake                | Lana Maroni               |                   |
| 2013 | Piękne istoty                | Emily Asher               |                   |
| 2014 | Akademia wampirów            | Rosemarie "Rose" Hathaway |                   |
| 2016 | Of Dogs and Men              | Lily                      | krótkometrażowy   |
| 2016 | Co ty wiesz o swoim dziadku? | Shadia                    |                   |
| 2016 | Każdy by chciał!!            | Beverly                   |                   |
| 2016 | Vincent N Roxxy              | Kate                      |                   |
| 2016 | Good Kids                    | Nora Sullivan             |                   |
| 2016 | Dlaczego on?                 | Stephanie Fleming         |                   |
| 2017 | Zanim odejdę                 | Samantha Kingston         |                   |
| 2017 | Rebel in the Rye             | Oona O'Neill              |                   |
| 2017 | The Disaster Artist          | Bobbi                     |                   |
| 2017 | Flower                       | Erica Vandross            |                   |
| 2017 | The Year of Spectacular Men  | Sabrina Klein             | też koproducentka |
| 2018 | Swatamy swoich szefów        | Harper                    |                   |
| 2018 | Richard mówi do widzenia     | Claire                    |                   |
| 2019 | Buffaloed                    | Peg                       |                   |
| 2019 | Zombieland: Kulki w łeb      | Madison                   |                   |
| 2022 | Skrytka                      | Mable                     |                   |
| 2022 | Not Okay                     | Danni                     |                   |

### Seriale telewizyjne
| Rok       | Tytuł                          | Rola             | Uwagi              |
| --------- | ------------------------------ | ---------------- | ------------------ |
| 2010–11   | Nie ma to jak statek           | Maya Bennett     | 7 odc.             |
| 2011      | Agenci NCIS                    | Lauren           | 1 odc.             |
| 2011      | Zabójcze umysły: Okiem sprawcy | Kristy Ann       | 1 odc.             |
| 2011–12   | Ringer                         | Juliet Martin    | 18 odc.            |
| 2013      | Switched at Birth              | Elisa Sawyer     | 2 odc.             |
| 2019-2020 | Wybory Paytona Hobarta         | Infinity Jackson | w głównej obsadzie |